# Patrik Andersson
Patrik Jonas Andersson (Borgeby, 1971. augusztus 18. –) svéd válogatott labdarúgó.
A svéd válogatott tagjaként részt vett az 1994-es, a 2002-es világ illetve az 1992-es és a 2000-es Európa-bajnokságon.
Testvére Daniel Andersson szintén válogatott labdarúgó volt.

## Sikerei, díjai
Mönchengladbach
- Német kupagyőztes (1): 1994–95

Bayern München
- Német bajnok (2): 1999–00, 2000–01
- Német kupagyőztes (1): 1999–00
- Német ligakupagyőztes (2): 1999, 2000
- Bajnokok ligája győztes (1): 2000–01

Malmö FF
- Svéd bajnok (1): 2004

Egyéni
- Az év svéd labdarúgója (2): 1995, 2001
- Az év védője Svédországban (1): 2001